# Bojan Golubović
Bojan Golubović (n. 22 august 1983 în Konjic, RS Bosnia și Herțegovina, RSF Iugoslavia) este un fotbalist bosniac retras din activitate, care a jucat pe post de atacant la echipe ca FK Leotar Trebinje, RNK Split și Ceahlăul.

## Titluri

### Club
FCSB
- Cupa Ligii: 2015-2016